# 道恩火山
道恩火山是印度尼西亞的火山，位於蘇門答臘島人煙稀少的地區，海拔高度2,467米，頂峰有一個闊600米的火山湖，西南面有一個較小的火山湖。道恩火山沒有火山爆發的記錄。